# Flaga Tunezji
Flaga Tunezji – jeden z symboli państwowych Republiki Tunezyjskiej.

## Opis

### Wygląd
Flaga to czerwony prostokąt o proporcjach 2:3. Na środku flagi położone jest koło z „wyciętym” kształtem półksiężyca i pięcioramiennej gwiazdki. 

### Symbolika
Symbole zawarte we fladze przypominają o wspólnej historii Turcji i Tunezji; czerwony reprezentuje krew przelaną przez męczenników w walce przeciwko opresjom, biały symbolizuje pokój. Półksiężyc i gwiazda są symbolami islamu. 

## Historia
Symbole te były przez długi czas używane przez Turków, jednak są one o wiele starsze od nich samych. Wiele bliskowschodnich cywilizacji z czasów Egipcjan i Fenicjan przyjęło sztandary z kształtem półksiężyca lub bawolego rogu. Taki symbol posiadała m.in. Kartagina, jednak nie jest to powodem przyjęcia ich przez Tunezję. Półksiężyc i gwiazda są bardziej symbolami kulturalnymi niż religijnymi, lecz przez to, że przyjęły je takie kraje jak Tunezja są teraz wiązane z islamem. Flaga nie została zmieniona, kiedy Tunezja była pod władzą francuską w 1881-1956, została jedynie lekko zmodyfikowana w roku 1999.

## Historyczne wersje flagi[a]

Flaga kalifatu Fatymidów z lat 909–1171.
Flaga sułtanatu Hafsydów w latach 1230–1574.
Flaga sułtanatu Hafsydów z XV wieku.
Flaga Tunezji Osmańskiej w latach 1574–1705.
Flaga z czasów dynastii Husajnidów z XVIII wieku.
Bandera marynarki wojennej Tunezji Osmańskiej.
Flaga Beja Tunisu używana w XIX wieku.
Flaga bejlika Tunezji w latach 1831–1881.
Flaga Tunezji Francuskiej.
Flaga Arabskiej Republiki Islamskiej.
Flaga używana w latach 1959–1999.